# Coupe des Pays-Bas de football 2006-2007
Navigation
Édition précédente Édition suivante
La Coupe des Pays-Bas de football 2006-2007, nommée la KNVB beker, est la 89e édition de la Coupe des Pays-Bas. La finale se joue le 6 mai 2007 au stade De Kuip à Rotterdam.
Le club vainqueur de la coupe est qualifié pour le premier tour de la Coupe UEFA 2007-2008.

## Finale
Ajax Amsterdam gagne la finale aux tirs au but contre l'AZ Alkmaar et remporte son dix-septième titre. La rencontre s'achève sur le score de 1 à 1 après 120 minutes de jeu, lors de la séance des tirs au but l'Ajax l'emporte par 8 à 7.